# Ричмонд (Род-Айленд)
Ричмонд (англ. Richmond) — місто (англ. town) в США, в окрузі Вашингтон штату Род-Айленд. Населення — 8020 осіб (2020).

## Демографія
Згідно з переписом 2010 року, у місті мешкало 7708 осіб у 2779 домогосподарствах у складі 2162 родин. Було 2952 помешкання
Расовий склад населення:
| - 96,5 % — білих - 0,5 % — корінних американців - 0,5 % — чорних або афроамериканців - 0,5 % — азіатів |

До двох чи більше рас належало 1,6 %. Частка іспаномовних становила 1,6 % від усіх жителів.
За віковим діапазоном населення розподілялося таким чином: 24,0 % — особи молодші 18 років, 66,3 % — особи у віці 18—64 років, 9,7 % — особи у віці 65 років та старші. Медіана віку мешканця становила 41,2 року. На 100 осіб жіночої статі у місті припадало 99,1 чоловіків;  на 100 жінок у віці від 18 років та старших — 100,2 чоловіків також старших 18 років.
Середній дохід на одне домашнє господарство  становив 98 926 доларів США (медіана — 98 234), а середній дохід на одну сім'ю — 109 177 доларів (медіана — 102 018). Медіана доходів становила 61 750 доларів для чоловіків та 50 618 доларів для жінок. За межею бідності перебувало 4,1 % осіб, у тому числі 4,2 % дітей у віці до 18 років та 12,7 % осіб у віці 65 років та старших.
Цивільне працевлаштоване населення становило 4424 особи. Основні галузі зайнятості: освіта, охорона здоров'я та соціальна допомога — 30,8 %, виробництво — 10,5 %, мистецтво, розваги та відпочинок — 10,5 %.